# Dubringer Moor
Das Dubringer Moor (obersorbisch Dubrjenske bahno) ist ein Naturschutzgebiet (NSG) im Landkreis Bautzen im Norden Sachsens. Es liegt in den drei Gemeinden Bernsdorf, Hoyerswerda und Wittichenau und umfasst eine Fläche von rund 1711 Hektar. Damit ist es eines der größten Naturschutzgebiete in Sachsen. 
Neben Wald- und Grünlandbereichen umfasst das Naturschutzgebiet auch mehrere Stillgewässer (überwiegend Teiche) und Moorbereiche. Die Moorsenke des Dubringer Moors setzt sich aus Zwischen- und Flachmooren (einschließlich eines offenen regenerierten Heidemoors) zusammen und zählt zum Typ des Durchströmungsmoors. Der Bereich gilt als größter noch erhaltener Moorkomplex der Oberlausitz.
Das 1995 erstmals ausgewiesene Naturschutzgebiet trägt die amtliche Kennung D78. Aufgrund seiner ökologischen Bedeutung und durch später erfolgte Ausweisungen ist es mittlerweile Teil des Natura-2000-Schutzgebietsnetzes der Europäischen Union.
Seit 2011 besteht nahezu deckungsgleich zum NSG das nur geringfügig kleinere FFH-Gebiet Dubringer Moor (EU-Kennung DE-4550-301). Außerdem wurde das NSG, ergänzt um einige im Osten angrenzende Offenlandflächen, als Europäisches Vogelschutzgebiet (EVG bzw. SPA) Dubringer Moor ausgewiesen (EU-Kennung DE-4550-451).

## Geografie

### Lage
Das NSG Dubringer Moor befindet sich zwischen den Städten Hoyerswerda und Wittichenau.
Begrenzt wird es in etwa:
- im Süden durch die Orte Wittichenau und seinem Ortsteil Dubring sowie durch die Landstraße S95 zwischen Wittichenau und Kamenz sowie durch den Schowtschickweg
- im Norden durch die Bundesstraße B97 zwischen Hoyerswerda, Ortsteil Bröthen/Michalken, und Bernsdorf
- im Westen durch einen zwischen beiden genannten Straßen verlaufenden Höhenzug beim Gerichtsberg
- im Osten durch den alten, nicht kanalisierten Flusslauf der Schwarzen Elster.

Das Gebiet und die darin enthaltenen Fischteiche gehören seit Anfang an zum Grundbesitz des 1248 gegründeten Klosters Sankt Marienstern in Panschwitz-Kuckau. Der geschlossene Waldbereich im Westteil des NSGs wird auch St. Mariensterner Klosterforst genannt. Im südlichen Teil des Moores liegt das Versunkene Schloss, eine Fluchtburg der Billendorfer Kultur.

### Entstehung
Die Entstehung des Dubringer Moores ist auf die Elstereiszeit zurückzuführen. Es bildeten sich drei Endmoränenwälle, die das Gebiet des Moores wie ein nach Norden offenes Hufeisen umschließen. Innerhalb dieser Hufeisenfläche staute sich das Wasser, und es konnte sich aus abgestorbenen Pflanzenresten Torf bilden. Frischer Torf bildet pro Jahr etwa eine Schicht von einem Millimeter. Da die Torfschicht des Dubringer Moores sechs Meter dick ist, kann auf ein Alter von 10.000 Jahren geschlossen werden.

### Hydrografie

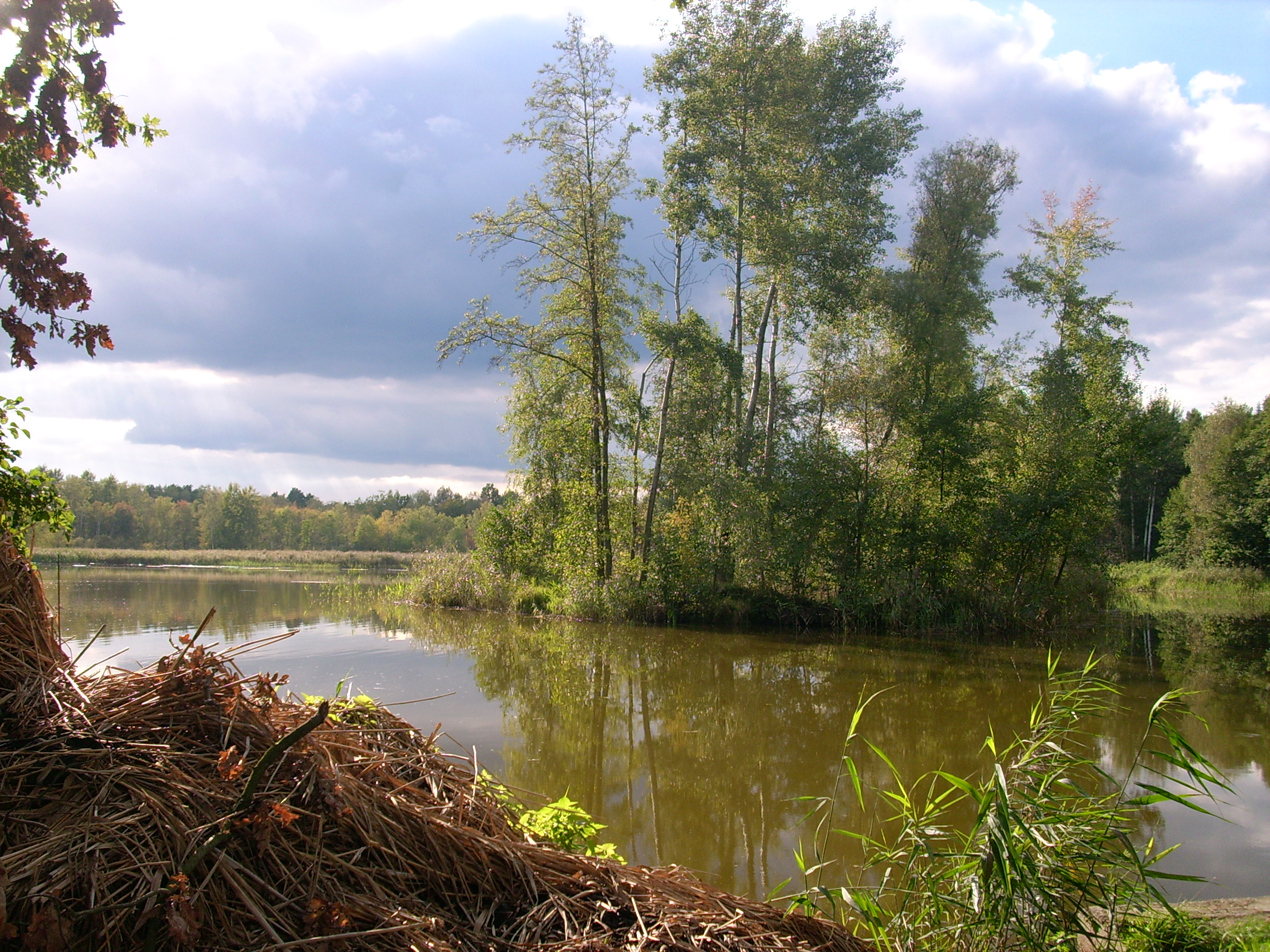
Der Wusteteich im Dubringer Moor

Ausgehend von der westlichen Grenze des Gebietes mit etwa 130 bis 134 Metern über NN und der Höhe der südlichen Grenze mit 127 Metern über NN ergibt sich für das von den Endmoränenwällen abfließende Wasser ein natürliches Gefälle in Richtung Osten, hin zum begrenzenden Flusslauf der Schwarzen Elster mit etwa 120 Metern über NN. Hauptentwässerer des Mooers ist der Vincenzgraben.
Die Schwarze Elster selbst durchfließt in ihrem ursprünglichen Flussbett den nordöstlichen Zipfel des Dubringer Moores südwestlich des Hoyerswerdaer Ortsteiles Dörgenhausen und versorgt einige Teiche der hiesigen Fischwirtschaft. Unmittelbar westlich des Dubringer Moores verläuft eine regionale Wasserscheide (Zeißholzer Hochfläche).
Die Jahresmitteltemperatur wird mit 8,6 °C sowie die mittlere jährliche Niederschlagsmenge mit 635 mm angegeben. Beides wird durch einen häufigen Wechsel zwischen maritimen und kontinentalen Einflüssen bestimmt.

## Erschließung

### Industrie
Die Torfschicht wurde zu verschiedenen Zeiten an verschiedenen Stellen abgebaut, auch industriell und insbesondere nach dem Zweiten Weltkrieg, als die umliegenden Brikettfabriken als Reparationsleistungen demontiert wurden, aber Brennstoffe benötigt wurden. Pläne, die unter dem Moor liegende Rohbraunkohle ab dem Jahr 2010 abzubaggern, wurden nach der Wiedervereinigung Deutschlands fallen gelassen. Technische Zeugnisse der hydrogeologischen Untersuchungen sind noch vorhanden.
Die Grenzen des Naturschutzgebietes selbst sind einst vom Rat des Bezirkes Cottbus beschlossen worden und wurden durch verschiedene Gesetze erweitert. Da ein Moor jedoch nur leben kann, wenn auch seine Wassereinzugsgebiete erhalten bleiben, besteht eine enge Wechselbeziehung mit den Planungen der umliegenden Tagebaue, welche die Grundwasserstände stark und nachhaltig verändern.

### Tourismus

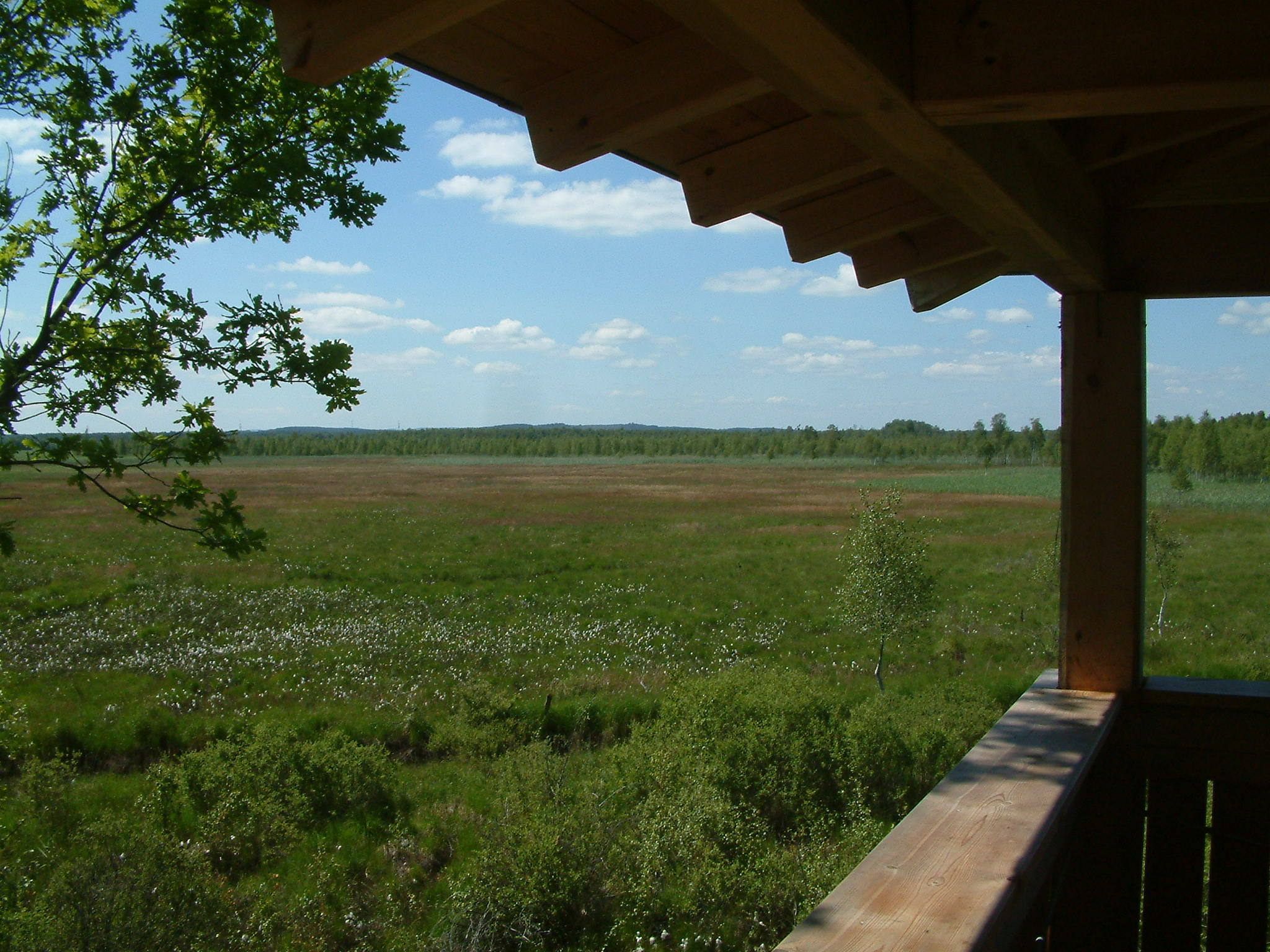
Blick vom Beobachtungsstand der NABU-Ortsgruppe Wittichenau auf die Wollgraswiesen. Die weißen Tupfer sind die Fruchtstände des Wollgrases. Diese Teilfläche nimmt etwa 300 ha ein und wird nicht bewirtschaftet.

Durch das Dubringer Moor führen der Froschradweg und der Krabat-Rundweg. Der Verkehr mit Kraftfahrzeugen ist jedoch untersagt bzw. bleibt der ortsansässigen Teichwirtschaft vorbehalten. Auf dem Mittelteich kann man Kahn fahren.
Die Ortsgruppe Wittichenau des Naturschutzbundes (NABU) führt regelmäßig in den Sommerferien Wanderungen durch. Hierbei wird der am 2. Juli 2009 vom sächsischen Ministerpräsidenten Stanislaw Tillich eingeweihte Beobachtungsturm zwischen dem Teichhaus Neudorf und dem Hoyerswerdaer Ortsteil Michalken genutzt.

## Bedeutung für den Naturschutz

### Tierwelt
Das Dubringer Moor beherbergt bedeutende Brutgebiete für bedrohte Vogelarten, die auf der Roten Liste Sachsen (Kategorie 1 und 2) stehen.
- Baumfalke
- Bekassine
- Eisvogel
- Grauspecht
- Heidelerche
- Kiebitz
- Kleine Ralle
- Kranich
- Löffelente
- Neuntöter
- Raubwürger
- Rohrdommel
- Rohrweihe
- Roter Milan (Rotmilan)
- Schilfrohrsänger
- Schwarzer Milan (Schwarzmilan)
- Schwarzspecht
- Seeadler
- Sperbergrasmücke
- Tüpfelralle
- Wendehals
- Wespenbussard
- Ziegenmelker

Die Graureiher aus der Reiher-Kolonie nahe der Energiefabrik Knappenrode finden hier ihr Futter, brüten aber nicht im Moor.
Einige Teiche, die nicht mehr der Fischzucht dienen, bilden den Lebensraum für Molche (Berg-, Teich- und Kamm-Molch). Im Dubringer Moor sind außerdem der Fischotter, der amerikanische Waschbär und auch der Mink zu Hause. Wie in einer Heidelandschaft üblich, fehlen auch Eidechsen, Kreuzottern und Blindschleichen nicht. Die Fischteiche dienen der Karpfenzucht.
Im Dubringer Moor hat sich der Wolf wieder angesiedelt.

### Pflanzenwelt
Ein Großteil der freien Flächen des Moores wird von Wollgraswiesen eingenommen. Der Naturschutzbund legt außerdem insbesondere großes Augenmerk auf den Erhalt der Orchideenwiesen. Dazu wurden mit Unterstützung der Naturschutzbehörde Pflegeverträge mit ortsansässigen Bauern abgeschlossen.
- Geflecktes Knabenkraut
- Großes Zweiblatt
- Braunrote Stendelwurz
- Breitblättrige Stendelwurz
- Sonnentau
- Sumpfwasserfeder